# Mesterséges megtermékenyítés
A mesterséges termékenyítési eljárások olyan orvosi beavatkozások, amelyek során mesterséges úton, külső beavatkozások, technikák alkalmazásával teszik lehetővé, hogy egy terhesség létrejöjjön. A mesterséges termékenyítési, más néven asszisztált reprodukciós technikák (ART) alkalmazása során közösülés nélkül, külső segítséggel valósul meg a petesejt megtermékenyülése. Két alapvető formája létezik: a mesterséges ondóbevitel és a testen kívüli (in vitro) megtermékenyítés.

## A mesterséges termékenyítési eljárások fajtái

### Inszemináció
Az inszemináció eljárása során a nőtagnál kiváltott tüszőrepedés követően a pár férfi tagja által frissen leadott spermiumváladéka kerül előkészítés – preparálás – után befecskendezésre egy vékony katéteren keresztül a méh üregébe.

### Donor inszemináció
Az eljárás folyamata egyezik a klasszikus inszeminációéval. Alkalmazására azon pároknál kerül sor, ahol a férfi tagnál nincs felhasználható sperma anyag, illetve azon egyedülálló – gyermeket akaró – nőknél, akik a törvényi szabályozásnak megfelelnek. Az eljáráshoz szükséges donor spermaanyag beszerzése spermabankból történik.

### IVF – in vitro fertilizáció
Az in vitro fertilizációs (a szervezeten kívül, szó szerint: üvegben történő termékenyítés), magyarul lombik bébi eljárás során egyénre szabott kezelési protokollt alkalmazva a lehető legkisebb mértékű hormonális stimulációval késztetik a petefészkeket tüszőérésre.
A petesejteket tartalmazó tüszőtartalmat rövid altatásban egy vékony tűvel, ultrahang vezérlés mellett, hüvelyen keresztül szívják le. A kinyert petesejteket laboratóriumi körülmények között speciális tápoldatba ill. szövettenyésztő edénybe helyezik. 
A kinyert petesejteket a pár férfi tagja által leadott spermaváladékkal egyesével termékenyítik.
A termékenyítést követő napokon az embriológus ellenőrzi a sejtosztódás folyamatát, így lehetőség nyílik a legjobb osztódási tulajdonságot mutató embriók szelektálására és az ezek közül vissza nem ültetett – számfeletti – embriók lefagyasztására.
A megtermékenyült és szabályosan osztódó embriók visszahelyezése (embriótranszfer) a petesejt leszívástól számított 48-72, esetleg 120 órával történik. Az embriókat először speciális embrió megtapadást elősegítő tápoldatban tárolják, majd egy vékony katéter segítségével juttatják a méh üregébe. Ezt a beavatkozást – mivel fájdalommal nem jár – altatás nélkül végzik. 
A visszaültetési eljárás során igyekeznek a többes terhesség esélyét visszaszorítani.

### ICSI - Intracitoplazmatikus Spermium Injektálás
Az IVF kezelések egyik fajtája. Alkalmazására akkor kerül sor, ha a probléma a pár férfi tagjánál van: felismert gyenge minőségű spermakép esetén. Az eljárás során az eljáró szakember spermiumokat juttat a petesejtbe. A mikro manipulációs eljárás során a petesejtet egyik oldalon rögzítik, majd a másik oldalról egy igen vékony tűvel juttatják a spermiumot a petesejt belsejébe. Ezt a módszert nevezzük intracitoplazmatikus spermiuminjekciónak

### PGD - Preimplantációs genetikai diagnózis
A preimplantációs genetikai diagnózis (rövidítve: PGD) a beágyazódás előtti embriók genetikai vizsgálatát jelenti, melynek célja, hogy a súlyos betegséget hordozó embriókat külön lehessen választani a (konkrét tulajdonságra nézve) egészséges embrióktól. A módszer segítségével lehetővé válik, hogy az anyaméhbe is ezeket az egészséges embriókat ültessék vissza, így elkerülhető a későbbi terhesség-megszakítás, vagy beteg gyermek születése.
A PGD az ún. prenatális (születés előtti) genetikai vizsgálatok legkorábbi formája. A módszer során a mesterségesen termékenyített („lombik
programban” létrehozott) embriókból mintát nyernek, majd ezt a mintát molekuláris biológiai módszerekkel vizsgálva felállítják a diagnózist.
A mintavétel az embrió különböző fejlődési állapotaiban történhet:
- Sarki test biopszia: A petesejt sarki sejtjének eltávolítása. Csak a petesejtről szolgáltat genetikai információt.
- Osztódó stádiumban lévő, „cleavage-stage” biopszia: A fejlődésének harmadik napján a 6-12 sejtes embrióból 1-2 sejtet távolítanak el.
- Blasztociszta biopszia: az 5-6 napos embrió trofektodermájából távolítanak el néhány tíz-száz sejtet.

### Asszisztált hatching
Asszisztált hatching során az embrió körüli zona pellucida réteget mesterségesen (mechanikusan vagy lézerrel) megnyitják, így elősegítve az embrió jobb fejlődését. Alkalmazásának feltételeit a magyar jogszabályok rögzítik, többek között javasolt 35 éves anyai életkor felett és több sikertelen IVF ciklus után.

## Fordítás
- Ez a szócikk részben vagy egészben az Assisted reproductive technology című angol Wikipédia-szócikk ezen változatának fordításán alapul.  Az eredeti cikk szerkesztőit annak laptörténete sorolja fel. Ez a jelzés csupán a megfogalmazás eredetét és a szerzői jogokat jelzi, nem szolgál a cikkben szereplő információk forrásmegjelöléseként.